# (25597) Glendahill
(25597) Glendahill est un astéroïde de la ceinture principale.

## Description
(25597) Glendahill est un astéroïde de la ceinture principale. Il fut découvert le 31 décembre 1999 à la station Anderson Mesa par le programme de relevé astronomique LONEOS. Il présente une orbite caractérisée par un demi-grand axe de 2,26 UA, une excentricité de 0,26 et une inclinaison de 4,2° par rapport à l'écliptique.